# Diego Messía Felípez de Guzmán
Diego Messía (o Mexía) Felípez de Guzmán, menzionato anche in testi più datati in italiano come don Diego Felippez de Guzman, Grande di Spagna, visconte di Butarque e primo marchese di Leganés (1580 – Milano, 16 febbraio 1655), è stato un generale e politico spagnolo. Dal 1635 fu Capitano Generale e Governatore del Ducato di Milano.

## Biografia
Egli era il figlio minore di Diego Velázquez Dávila y Bracamonte, marchese di Loriana, e di Leonor de Gúzman, zia di Gaspar de Guzmán, duca di Olivares.
Dal 1600, egli combatté per i successivi vent'anni nei Paesi Bassi spagnoli sotto il comando di Alberto d'Austria. Dopo la morte di quest'ultimo, Diego fece ritorno in Spagna dove suo cugino il duca di Olivares era divenuto valido, e sotto il suo patronato, Diego divenne presto un personaggio influente a corte.
Egli divenne membro del Consiglio di Stato nel 1626, venne creato marchese di Leganés nel 1627 e sposò nello stesso anno Polixena Spinola, ricca ereditiera italiana, figlia del grande generale spagnolo Ambrogio Spinola.

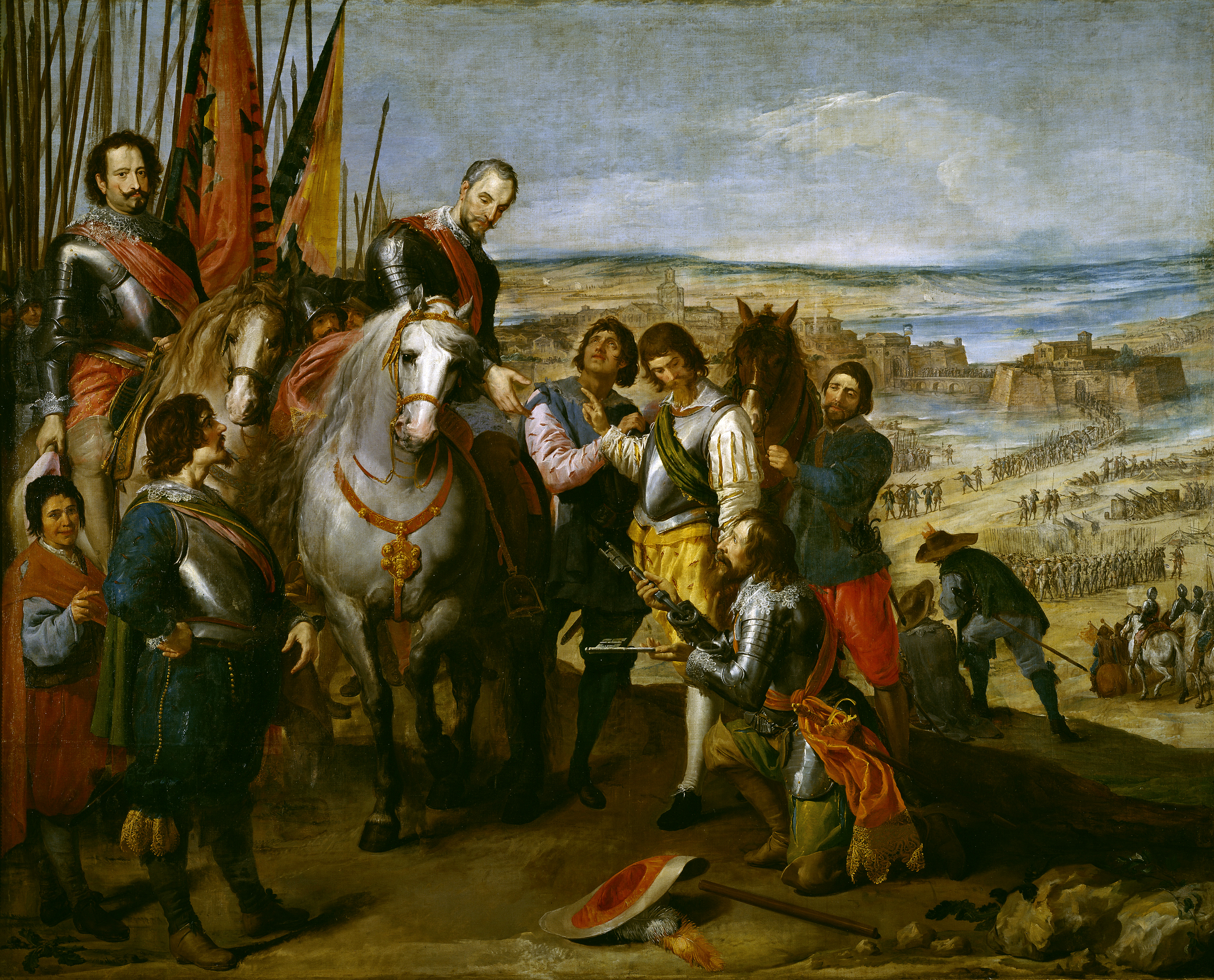
Il marchese di Leganés (sul cavallo a sinistra) alla resa di Jülich in un dipinto di Jusepe Leonardo.

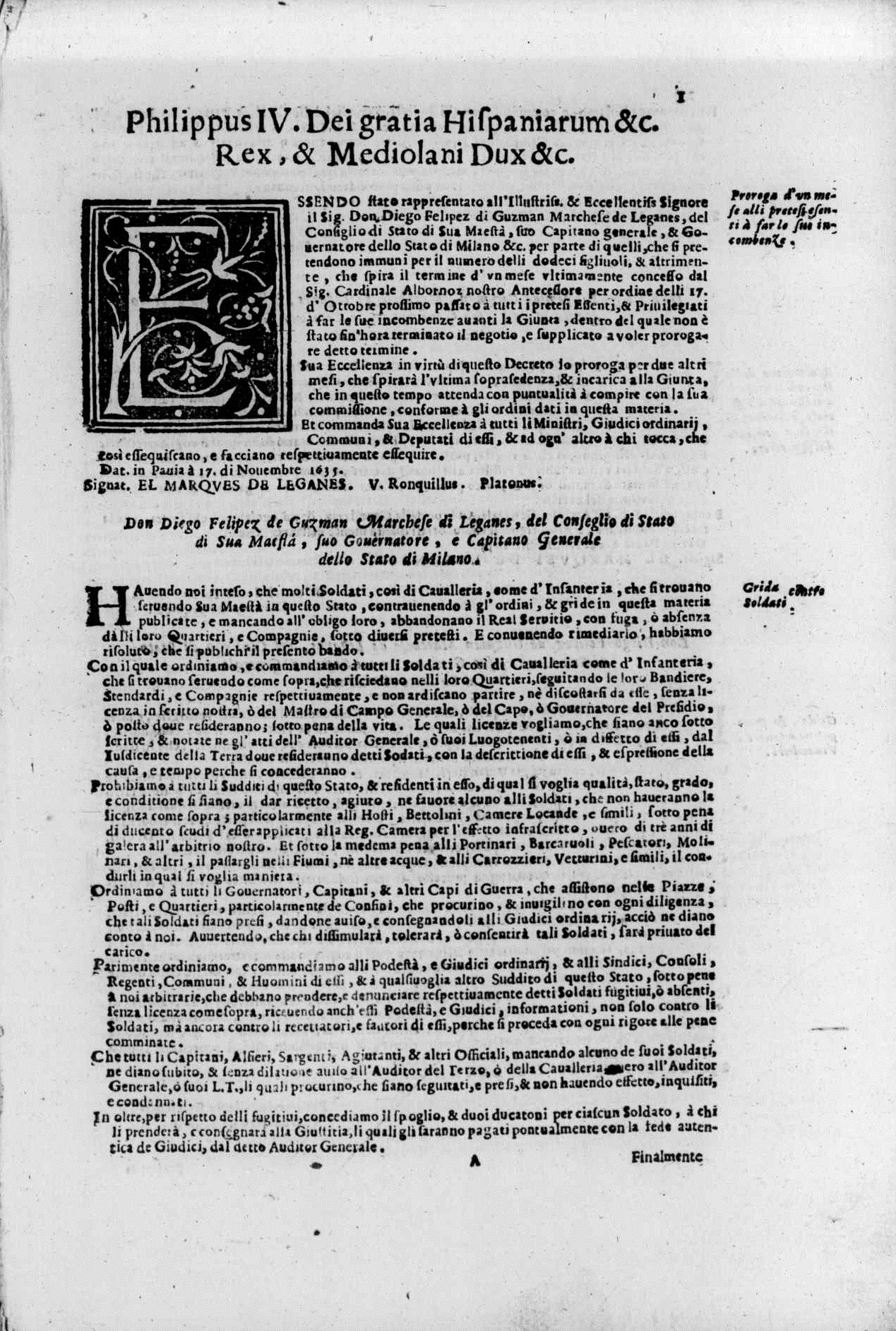
Libro delle gride, bandi, et ordini fatti, e publicati nella citta, e Stato di Milano, 1645

Nel 1627 venne nuovamente inviato nelle Fiandre per forzare gli Stati Generali dei Paesi Bassi spagnoli ad accettare il progetto proposto dall'Olivares, ovvero l'Unión de Armas, che proponeva alle Fiandre il pagamento extra di tributo di 12 000 soldati di fanteria.
 Sulla via del ritorno, egli ed il suocero Ambrogio Spinola, visitarono l'Assedio di La Rochelle sostenuto dai francesi, occasione nella quale discussero circa il destino del Ducato di Mantova che porterà successivamente allo scoppio della Guerra di successione mantovana.
Dopo questa prima vittoriosa missione, egli ebbe incarichi politici e militari sempre di maggior rilievo, soprattutto nelle Fiandre spagnole che gli valsero tra l'altro il titolo di Grande di Spagna nel 1634.
Il 24 settembre 1635 venne nominato Capitano Generale e Governatore del Ducato di Milano e venne presto coinvolto direttamente nella Guerra franco-spagnola e nella Guerra civile piemontese contro Francia, Ducato di Parma, Ducato di Mantova e domini sabaudi. Egli sconfisse Odoardo Farnese, duca di Parma e Piacenza e lo costrinse a siglare un trattato di pace nel 1637 ed impedì nel contempo ai francesi di prendere il controllo della Valtellina, ma venendo sconfitto da Vittorio Amedeo I di Savoia a Tornavento e Mombaldone. Si preoccupò anche di organizzare stabilmente la Milizia cittadina di Milano.
Nel 1638 Leganés prese Breme e Vercelli, e lanciò nei sei anni successivi una pesante offensiva contro il Piemonte, conquistando un gran numero di città, ma subendo una pesante sconfitta presso Casale Monferrato e nel tragico Assedio di Torino del 1640.
Richiamato in Spagna nel novembre del 1641, gli venne affidato il comando delle armate della Catalogna per respingere le truppe francesi e catalane nella Rivolta catalana scoppiata proprio in quell'anno. Dopo i primi incoraggianti successi nella difesa della città di Tarragona, egli subì una pesante sconfitta nella Battaglia di Lérida che lo fece cadere in disgrazia presso il monarca.
Nel 1645 venne riabilitato e nominato Viceré di Catalogna dove si distinse nella difesa della città di Lérida nel 1646 e rimase alla carica vicereale sino al 1648.
Egli trascorse gli ultimi anni della sua vita a Milano dove divenne presidente del Consiglio Reale d'Italia per conto del re di Spagna e morì nel 1655.
Il marchese di Leganés si distinse in vita anche come uno dei più grandi collezionisti d'arte del suo tempo: la sua collezione era specializzata in dipinti e comprendeva un totale di 1.330 tele di ogni dimensione. Egli stesso venne ritratto dal celebre Antoon van Dyck, un quadro che ancora oggi si può trovare alla fondazione Banco Santander di Madrid.

## Matrimonio e figli
In prime nozze Diego Felipe de Guzman sposò Polissena Spinola (m. 1639), figlia di Ambrogio Spinola. La coppia ebbe due figli:
- Gaspar Felípez de Guzmán y Spinola, II marchese di Leganés, Viceré di Valencia e Governatore di Orano.
- Ambrosio Ignacio Mexía Felípez de Guzmán y Spinola (1632-1684), tutore di Baldassarre Carlo, principe delle Asturie e poi Arcivescovo spagnolo.

In seconde nozze egli si risposò con Juana Fernández de Córdoba y Rojas, figlia di Luis Fernández de Córdoba, VI duca di Sessa.